# ام صهریج
ام صهریج (به عربی: أم صهریج) یک روستا در سوریه است که در ناحیه سنجار واقع شده‌است. ام صهریج ۵۵۹ نفر جمعیت دارد.